# Tipula elverae
Tipula elverae är en tvåvingeart som beskrevs av Gelhaus 2005. Tipula elverae ingår i släktet Tipula och familjen storharkrankar. Inga underarter finns listade i Catalogue of Life.